# Centena (snooker)

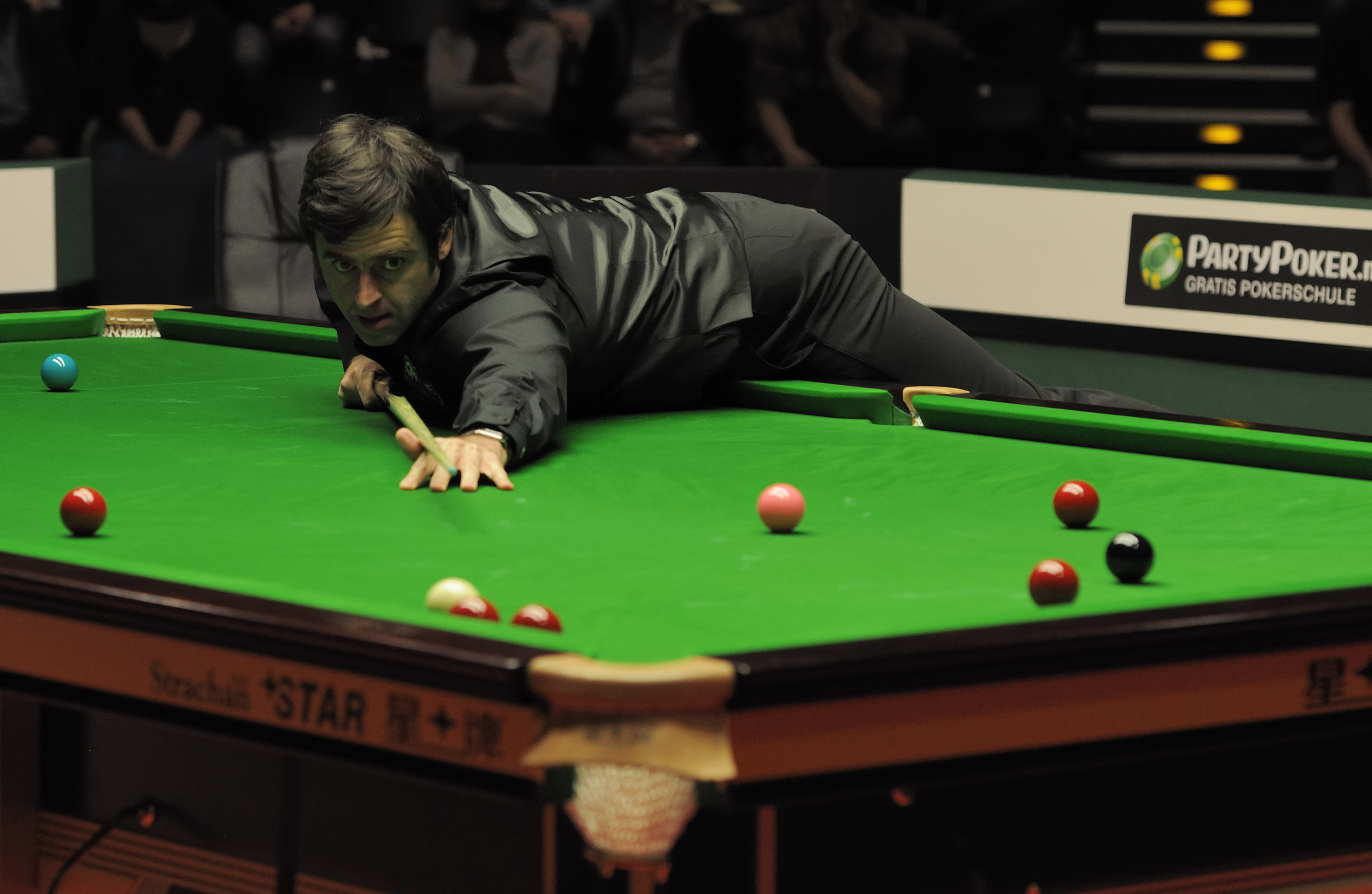
Ronnie O'Sullivan es el jugador que más centenas ha hilado

En snooker, una centena (conocida en inglés como century break o ton) es una tacada de cien puntos o más, hilados en una sola entrada a la mesa. Para conseguir una centena, es necesario embocar al menos veinticinco bolas de forma consecutiva.

## Jugadores con más de quinientas centenas
Lo que sigue es una lista de los jugadores que han superado el medio millar de centenas en competición profesional. En la columna de la izquierda se indica el umbral que ya han sobrepasado:
| Umbral | Jugador           | Ref.          |
| ------ | ----------------- | ------------- |
| 1200   | Ronnie O'Sullivan | [ 4 ]         |
| 950    | John Higgins      | [ 5 ]         |
| 900    | Judd Trump        | [ 6 ]         |
| 900    | Neil Robertson    | [ 7 ]         |
| 750    | Stephen Hendry    | [ 8 ]         |
| 750    | Mark Selby        | [ 9 ]         |
| 600    | Ding Junhui       | [ 10 ]        |
| 600    | Shaun Murphy      | [ 11 ]        |
| 500    | Mark Williams     | [ 12 ] [ 13 ] |
| 500    | Stuart Bingham    | [ 14 ] [ 15 ] |
| 500    | Mark Allen        | [ 16 ]        |
| 500    | Marco Fu          | [ 17 ]        |